# Павловце-над-Угом
Павловце-над-Угом (словац. Pavlovce nad Uhom, венг. Pálóc, укр. Павлівці-над-Ужем) — деревня и община в районе Михаловце Кошицкого края Словакии.

## География
Община находится на высоте 108 м над уровнем моря, занимает площадь 33,420 км². Население общины — около 1.450 человек.

## Население
| Год:                | 1994 | 2004     | 2014    | 2024    |
| ------------------- | ---- | -------- | ------- | ------- |
| Количество человек: | 3924 | 4530     | 4477    | 4663    |
| Разница:            |      | +15,44 % | −1,16 % | +4,15 % |

## Национальный состав
Согласно данным 2008 года, около 57,7 % населения общины составляют цыгане.

## Знаменитые люди
В этой деревне родился Янош Хадик, который начиная с 29 октября 1918 года в течение трёх дней был премьер-министром Венгрии. Также здесь жила Анна Колесарова, католическая блаженная.